# Вениамин (Новик)
Игу́мен Вениами́н (в миру Вале́рий Никола́евич Нови́к; 1946, Ленинград — 14 сентября 2010, Санкт-Петербург) — игумен Русской православной церкви, церковный публицист, философ, правозащитник

## Биография
Валерий Новик родился в 1946 году в Ленинграде в семье военнослужащего. Крещён в православной церкви в детстве.
После окончания Радиополитехникума служил в рядах Советской Армии.
В 1976 году окончил Ленинградский Политехнический Институт им. М. И. Калинина. Несколько лет работал инженером в области «Автоматизированных систем управления производством».
В конце 1970-х годов а результате религиозно-философских исканий осознанно принял православие.
В 1983 году, сдав экстерном экзамены за курс семинарии, поступил в Ленинградскую духовную академию. Защитил кандидатскую диссертацию в 1987 году, после чего преподавал там же в течение 10 лет.
В 1988 году был пострижен в монашество, а в 1989 году рукоположён в сан иеромонаха.
С конца 1980-х годов много выступал в печати, давал интервью, участвовал в передачах.
20 марта 1990 года назначен членом Смешанной богословской комиссии по православно-римскокатолическому диалогу.
12 августа 1992 года решением Священного Синода назначен инспектором Санкт-Петербургских духовных академии и семинарии с возведением в сан игумена. Был инспектором академии (фактически — заместителем ректора по воспитательской работе).
«Чрезвычайно тяготился новой должностью, пока, наконец, не покинул её по личному прошению»: 24 ноября 1994 года освобождён от должности инспектора Санкт-Петербургских духовных академии и семинарии по состоянию здоровья.
С 1995 года преподавал в католической семинарии «Мария — Царица Апостолов».
29 августа 1997 года был уволен из Санкт-Петербургской духовной академии из-за несогласия с новым федеральным законом «О свободе совести и религиозных объединениях», предоставлявшим многочисленные преференции традиционным конфессиям в России. После этого изучал социальное учение церкви в Италии (2 семестра) и в США (1 семестр). В 1998 году изучал права человека в Колумбийском Университете (Нью-Йорк).
Долгое время находился за штатом, занимаясь публицистической деятельностью и частными выступлениями, продолжал преподавать в католической семинарии, а также в Библейско-богословском институте. «Дружески, с сочувственным вниманием» относился к деятельности Свято-Филаретовского института, участвовал в нескольких его конференциях.
Публиковался в журналах «Вопросы философии», «Континент», «Посев», еженедельнике «Русская мысль», «Социологические исследования», газетах «Московские новости», «Общая газета» и др. Наиболее значимые свои статьи игумен Вениамин объединил в сборнике: Православие, христианство, демократия. СПб.: Алетейя, 1999. Выступил также составителем и научным редактором хрестоматии «Права человека и религия». СПб.: Библейско-богословский институт, 2001.
В октябре 2003 году участвовал в первом «паломничестве христиан России» в поддержку действий Израиля в Палестине. Спонсор поездки — фонд Михаила Чёрного.
Незадолго до смерти вернулся к богослужебной деятельности в храме святых апостолов Петра и Павла при Санкт-Петербургской академии постдипломного педагогического образования (СПб АППО).
В последние годы жизни тяжело болел. В конце августа 2010 года он перенёс операцию в связи с абсцессом лобных долей головного мозга.
Умер 14 сентября 2010 года в реанимации Елизаветинской больницы Санкт-Петербурга. 17 сентября того же года в храме святителя Николая на Большеохтинском кладбище состоялось отпевание. Монашеский чин отпевания совершил протоиерей Георгий Митрофанов в сослужении духовенства. Похоронен на Большеохтинском кладбище.

## Взгляды и общественная деятельность
В своих воззрениях он опирался на труды русских философов и выражал взгляды, которые можно было бы охарактеризовать как христианский социализм. Из-за этого его называют одним из основателей христианского политического движения в России, в частности, его имя называют в числе основателей Христианско-Демократической партии России
В интервью протестантскому сайту Baznica.info в 2007 году признавался: «В идеале либерально-демократический режим мне представляется соответствующим духу христианства… Либерализм бывает левый — за геев, эвтаназию и т. п., однако существует и правый либерализм, то есть библейский: свобода в истине».
Принадлежа к православию, критиковал его, критиковал курс Русской православной церкви на антилиберализм и антидемократизм, стремление ограничить права «религиозных меньшинств» (прежде всего, евангельских церквей), обрядоверие и нежелание вести миссионерскую деятельность. Диакон Андрей Кураев писал о нём, комментируя сделанное им заявление после увольнения из Санкт-Петербургских духовных школ в 1997 году:

«В перерыве игумен Вениамин (Новик) заявил корреспонденту „Метафразиса“: „У вас теперь работы прибавится, мы начинаем борьбу против главной тоталитарной секты в России — Русской Православной Церкви“». Монах, смысл своей жизни видящий в борьбе против своей Церкви, — это достойный представитель той самой постмодернистской игровой цивилизации, которая делает возможной любые сюжеты — вплоть до «интронизации» антихриста…

В одном из интервью заявил: «Дух православия состоит в нивелировании личности: „Будь как все, не высовывайся; бери на каждый шаг благословение у батюшки“. При таком подходе никакой инициативы не может быть в принципе, а значит, и предпринимательства. Дух протестантизма признаёт личность, её свободу и ответственность». Подобные взгляды делали его последовательным сторонником экуменической доктрины: одна из его статей так и называлась: «Обязательность экуменизма».
Как отмечал юрист Константин Ерофеев, «публичные выступления опального игумена всегда собирали много слушателей, подкупали искренностью и задором лектора, его эрудицией и глубокими познаниями в богословии и истории, философии и искусстве. Игумен Вениамин не был профессиональным правоведом, но он искренне возмущался противоречиями между высокими ценностями, провозглашаемыми подчас в наших законах и указах, и бедами и горестями гонимых этими же законами».
Был популяризатором права, немало христиан после лекций игумена Вениамина стремились больше прочитать о нашей правовой системе, узнать законы, найти лучшие способы для защиты своих законных прав и интересов. Игумен Вениамин одним из первых в России попытался дать богословское обоснование праву, с точки зрения христианства объяснить права человека. С этим взглядом не всегда соглашались профессиональные юристы.
По мнению Константина Ерофеева, в последние годы его жизни произошла «переоценка игуменом Вениамином провозглашаемых им ещё недавно либеральных ценностей, переход на позиции так называемого „правого либерализма“, а затем и право-консервативных идей».

## Публикации
- К 175-летию первого выпуска Петербургской православной духовной академии: Актовая речь 10.12.89 // Вестник Ленинградской духовной академии. 1990. — № 1. — С. 64-72.
- Отзывы на курсовое сочинение Аввакумова Ю. П. на тему «Юрий Крижанич и его сочинения „О промысле Божием“ и „Беседа о суеверии“. Из истории взаимоотношений римо-католического и православного богословия» // Вестник Ленинградской духовной академии. 1990. — № 2. — С. 164—167.
- Образ и подобие Божие в человеке. Свобода. Совесть // О вере и нравственности по учению Православной Церкви. — М. : Московская патриархия, 1991. — 365 с. — С. 82-84
- По образу и подобию // Континент: литературный, публицистический и религиозный журнал. 1992. — № 74. — С. 202—217
- О православном миропонимании: онтологический аспект // Вопросы философии. — 1993. — № 4. — С. 134—149
- Особенности понимания мироздания в христианской традиции // О первоначалах мира в науке и теологии. — СПб: Петрополис, 1993. — С. 137—147.
- La visione ortodossa del mondo // «Politika nell’Est», Centro Aletti, Roma, 1995.
- Кризис современного правосознания // Правоведение. 1994. — № 3. — С. 3-10. (в соавторстве с доктором юридических наук Э. В. Кузнецовой)
- Христианство и демократия // Философия религии и религиозная философия: Россия, Запад, Восток: (Тезисы докладов теоретической конференции в СПб Гос. Университете). — СПб, 1995.
  - Христианство и демократия // Континент: литературный, публицистический и религиозный журнал. — 1995. — № 86. — С. 386—396
  - Христианство и демократия // «Да будут все едино»: материалы V международной конференции памяти протоиерея Александра Меня: ВГБИЛ / Всероссийская государственная библиотека иностранной литературы имени М. И. Рудомино (7-8 сентября 1995 г ; Москва); ред. М. Н. Генишева. — М. : Рудомино, 1996. — 92 с. — С. 58-66.
- Демократия как проблема меры // Вопросы философии, 1996. — № 7. — С. 83-91.
- «Democracy: a Question of Self-Limitation» // Religion, State & Society, vol. 25, № 2, june 1997. — pp. 189–198.
- Сущностно-аналитический взгляд на Российское Православие // Православие и католичество. Социальные аспекты. Проблемно-тематический сборник. — М., ИНИОН, 1998. — С. 57-83.
- Историко-аналитический взгляд на Русское Православие // Православие и католичество. Социальные аспекты. Проблемно-тематический сборник. — М., ИНИОН, 1998. — С. 84-100.
- Актуальные проблемы российского православного церковного сознания // Вопросы философии. — 1999. — № 2. — С. 128—141.
- Архетипы православного сознания // Живое предание: материалы международной богословской конференции (Москва, октябрь 1997 г.). — М.: Изд-во Свято-Филаретовской МВПХШ, 1999. — 389 с. — С. 288—316.
- Об «Основах социальной концепции» // Церковь: шаг в новый век. Итоги дискуссии. — М. : Интернет-журнал «Соборность», 2000. — 96 с. — С. 68-74.
  - Об «Основах социальной концепции Русской Православной Церкви». Критические замечания на первые пять глав // Религия и право. 2000. — № 5.
- Христианская основа либерализма // Индекс/Досье на цензуру — 2000 — № 11.
- Владимир Соловьёв: социальное измерение духовности. К 100-летию земной кончины В. С. Соловьёва (1853—1900) // Вестник русского христианского движения. — 2001. — № 1 (182) — С. 157—185.
- Предисловие // Джузеппе Лаццати Христианин в миру: избранные статьи и речи. — Милан : Фолио ; СПб. : Пресс, 2001. — 144 с.
- Христианский социализм прот. Сергия Булгакова // С. Н. Булгаков: Религиозно-философский путь: Международная конференция, посвященная 130-летию со дня рождения. — М., 2003. — С. 155—169.
- Христианское понимание прав человека // Личность в Церкви и обществе: Материалы Международной научно-богословской конференции (Москва, 17-19 сентября 2001 г.). — М. : Московская высшая православно-христианская школа, 2003. — 448 с. — С. 430—445.
- Христианский социализм прот. Сергия Булгакова // С. Н. Булгаков: Религиозно-философский путь: международная научная конференция, посвященная 130-летию со дня рождения, 5-7 марта 2001 г. — М. : Русский путь, 2003. — 524 с. — С. 155—169
- Искушения святого Ерма [по поводу «конспекта романа» Олеси Николаевой «Мене, текел, фарес»] // Континент: литературный, публицистический и религиозный журнал. — 2004. — № 120. — С. 321—331.
- Некоторые трудности восприятия философии В. С. Соловьева в России // Россия и Вселенская Церковь: В. С. Соловьев и проблема религиозного и культурного единения человечества / ред. В. Н. Порус. — М. : Библейско-богословский институт св. апостола Андрея, 2004. — 312 с. — С. 100—108.
- Вера и знание // Российское собрание православных публицистов: информационно-публицистический портал. 1 марта 2006.
- Христианские персонализм и дионисизм Ф. М. Достоевского // Октябрь. — 2007. — № 9. — С. 146—152.
- Выявление образа «Не в силе Бог, а в правде» // Звезда. — 2007. — № 10. — С. 154—160.
- К 80-летию «обезьяньего процесса» (этические последствия одной теории) // Ответственность религии и науки в современном мире: сборник / ред. Г. Б. Гутнер. — и Электрон. текстовые дан. — М. : Библейско-Богословский институт св. апостола Андрея, 2007. — 298 с. — С. 254—262
- Особенности просветительского проекта Л. Н. Толстого // Нева. — 2008. — № 2. — С. 239—248.
- «Мудрец среди нас» // Звезда. — 2008. — № 3. — С. 131—136.
- Н. А. Бердяев: последний апостол свободы // Свобода — дар Духа и призвание в церкви и обществе: Материалы Международной научно-богословской конференции (Москва, 16-17 августа 2006 г.). — М. : Свято-Филаретовский православно-христианский институт, 2009. — 344 с. — С. 222—234.
- Софиологическое понимание Богородицы в русской религиозно-философской мысли // Софиология / ред. В. Н. Порус. — М. : Библейско-богословский институт св. апостола Андрея, 2010. — 269 с. — С. 16-23.

книги
- Православие. Христианство. Демократия. — СПб. : Алетейя, 1999. — 365 с. — ISBN 5-89329-162-X
- Права человека и религия: Хрестоматия / сост., ред. игум. Вениамин. — М. : Библейско-богословский институт св. апостола Андрея, 2001. — 496 с. — ISBN 5-89647-042-8